# Robert Walker (người chèo thuyền)
Robert Walker (sinh ngày 30 tháng 12 năm 1973) là một cựu tay chèo người Úc. Anh là một Olympic và là một huy chương tại Giải vô địch chèo thuyền thế giới.

## Nhà nước và câu lạc bộ chèo
Walker lần đầu tiên đưa ra lựa chọn tiểu bang cho New South Wales vào năm 1992, tám người đã tranh tài và giành được cúp Noel Wilkinson tại Giải vô địch chèo thuyền Úc. Năm 1994, anh được chọn vào đội tám cao cấp ở New South Wales, tranh cúp King tại Liên bang Regatta. Anh chèo thuyền trong đội tiếp theo của New South Wales King Cup vào năm 1995, 1996, 1997, 1998 và 2000. Đó là một thời kỳ đặc biệt của sự thống trị của nhà nước Victoria với tám người Victoria ngồi cùng với các thành viên của Oarsome Foursome và Walker chèo tới năm vị trí thứ hai của King Cup ở New South Wales nhưng không bao giờ là một sự chiến thắng.

## Đại diện chèo thuyền quốc tế
Walker đã đại diện cho nước Úc của mình trong một cặp đôi vô tư tại Giải vô địch chèo thuyền thế giới năm 1994 ở Indianapolis và cùng chèo thuyền với Richard Wearne. Họ chèo đến vị trí thứ ba và giành lấy được huy chương đồng. Họ ở cùng nhau vào năm 1995 và tiếp tục được huấn luyện bởi Harald Jahrling. Tại Giải vô địch chèo thuyền thế giới năm 1995 ở Tampere, họ đã giành được vị trí thứ hai sau đội thủy thủ đáng gờm của nước Anh là Redgrave và Pinsent.
Vào năm Olympic 1996, Walker chuyển đến chỗ thứ bảy của tám người đàn ông Úc. Tại Atlanta 1996 với Walker và Wearne ở phía cuối đội, tám người Úc đã hoàn thành vị trí thứ sáu. Năm 1997 Walker và nhóm của mình đã đua trong tám lần tại hai giải chèo thuyền thế giới ở châu Âu vào năm đó và sau đó tại tiếp tục đua tại giải Henley Royal Regatta với tư cách là một Học viên thể thao Úc, họ đã thi đấu và giành chiến thắng tại giải Grand Challenge Cup vào năm 1997. Tám người sau đó tiếp tục đua tại Giải vô địch chèo thuyền thế giới 1997 ở Aiguebelette, đây là nơi họ giành huy chương đồng.